# Most Hurricane Gulch
Most Hurricane Gulch je 280 m dolg jekleni ločni železniški most, ki prečka Hurricane Gulch med Anchorageom in narodnim parkom in rezervatom Denali na Aljaski. Stoji na miljnem stebru 284,2, šteto od Sewarda. Na višini 90 m nad potokom Hurricane je najdaljši in najvišji most na celotni železnici na Aljaski in je pravi inženirski dosežek. Številne potniške proge Alaska Railroad potekajo čez ta most, vključno z Denali Star, Aurora Winter in  Hurricane Turn, ki ustavlja na zahtevo, poleg tovornih poti.
Na cesti Parks Highway, ki je ena najbolj slikovitih cest na Aljaski, obstaja tudi vzporedni cestni most z istim imenom. Dolg je 170 m in se dviga nad kanjonom na impresivnih 77,4 m visoko.

## Gradnja
Gradnja tega mostu s strani American Bridge Company se je začela v začetku leta 1921. Jekleni most je bil postavljen junija, prvi potniški vlak pa je vozil 15. avgusta istega leta. To je bil najtežji in najdražji projekt mostu na železnici in je stal 1,2 milijona dolarjev. Da bi ga zgradili, je podjetje čez kanjon napelo nihalko in gradnja je potekala z obeh strani hkrati. Skoraj 1000 ton jekla je šlo v lok in dodatnih 530 ton je bilo uporabljenih za izdelavo pristopov. Osem let je bil to najvišji most v ZDA.

## Turizem
Gray Line Alaska ponuja številne izlete, ki prečkajo slavni most. Ti so:
- Blue Rail Tours poteka čez most Hurricane Gulch na poti med Talkeetno in Denalijem.
- Denali-Prince William Sound Explorer Tour popeljalo skozi narodni park in rezervat Denali ter do čudovitih voda in ledenikov zaliva Prince William Sound.
- Raziskovalni ogled parka Denali na krovu luksuznega železniškega vagona s stekleno kupolo; v nadaljevanju se lahko udeleži izletov z letalom, pustolovščin s štirikolesniki ali muharjenje.